# 築地小劇場

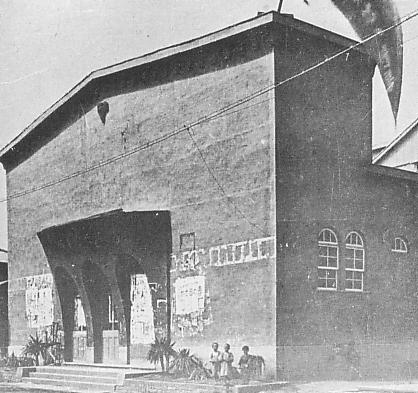
当時の築地小劇場

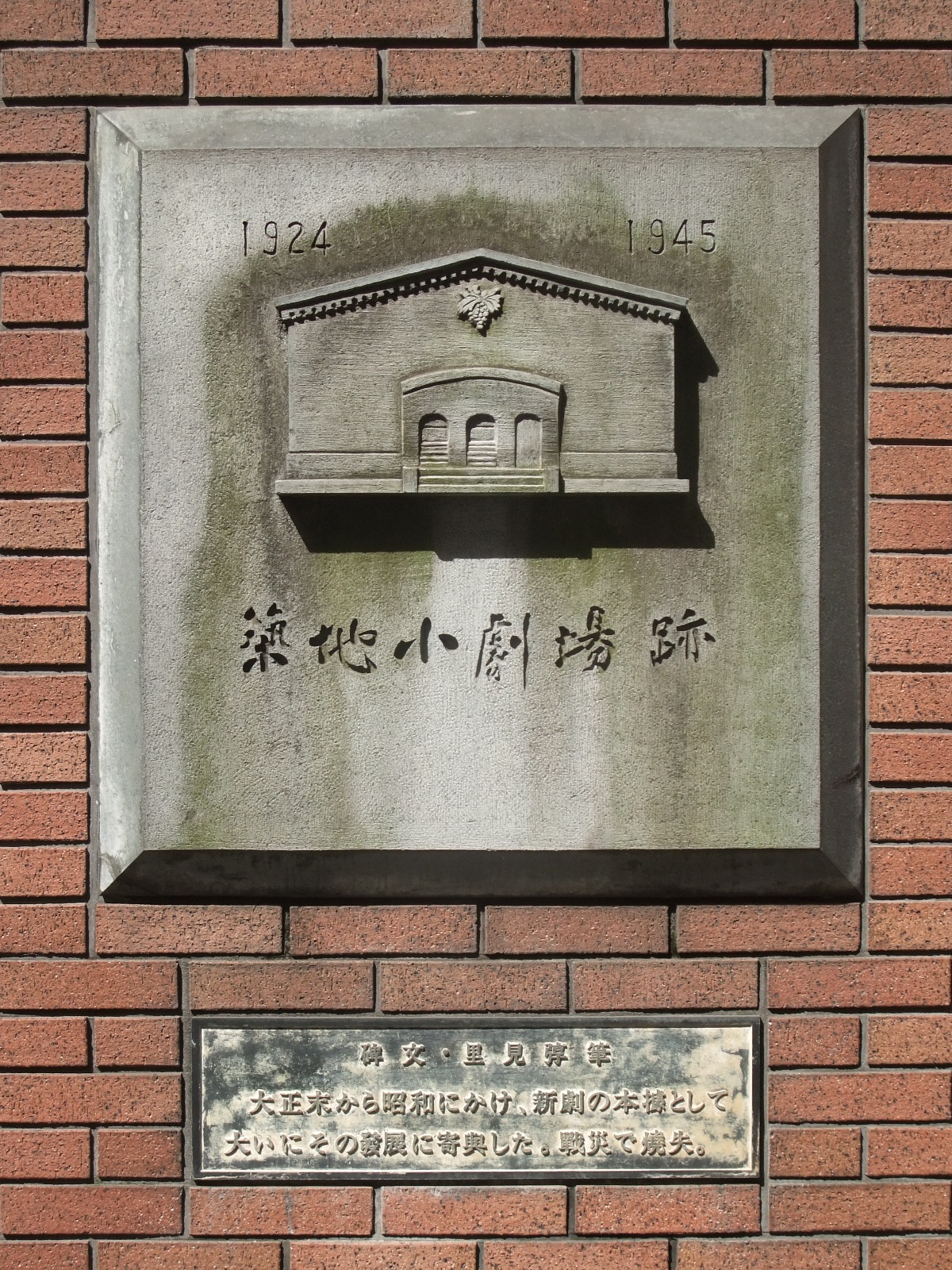
築地小劇場跡の碑 （碑文は里見弴によるもの）

築地小劇場（つきじしょうげきじょう）は、土方与志と小山内薫が1924年（大正13年）6月13日に開設した新劇の常設劇場である。また、劇場付属の劇団の名称でもあった。

## 概要
所在地は、東京府東京市京橋区築地2丁目5番地。現在の東京メトロ日比谷線築地駅からほど近い、東京都中央区築地2丁目11番地にあたり、同所に記念碑もある。
劇場の面積は100坪弱、平屋建てで、客席は400 - 500席。電気を用いた世界初の照明室を備えていた。クッペル・ホリゾント（クッペル=ドーム、ホリゾント=舞台背景の幕）と呼ばれるドーム型の湾曲壁を設け、天井が高く、可動舞台を備えていた。高度な照明設備と優れた舞台を備えていたため、演劇の実験室としての役割を果たした。劇場の正面外壁上にある「ぶどうのマーク」は土方与志が「バッカスの神」の象徴、「天宇受売の神」持ち物の鈴がぶどうに似てる等々から選んだという（土方「ぶどうのマーク」）。

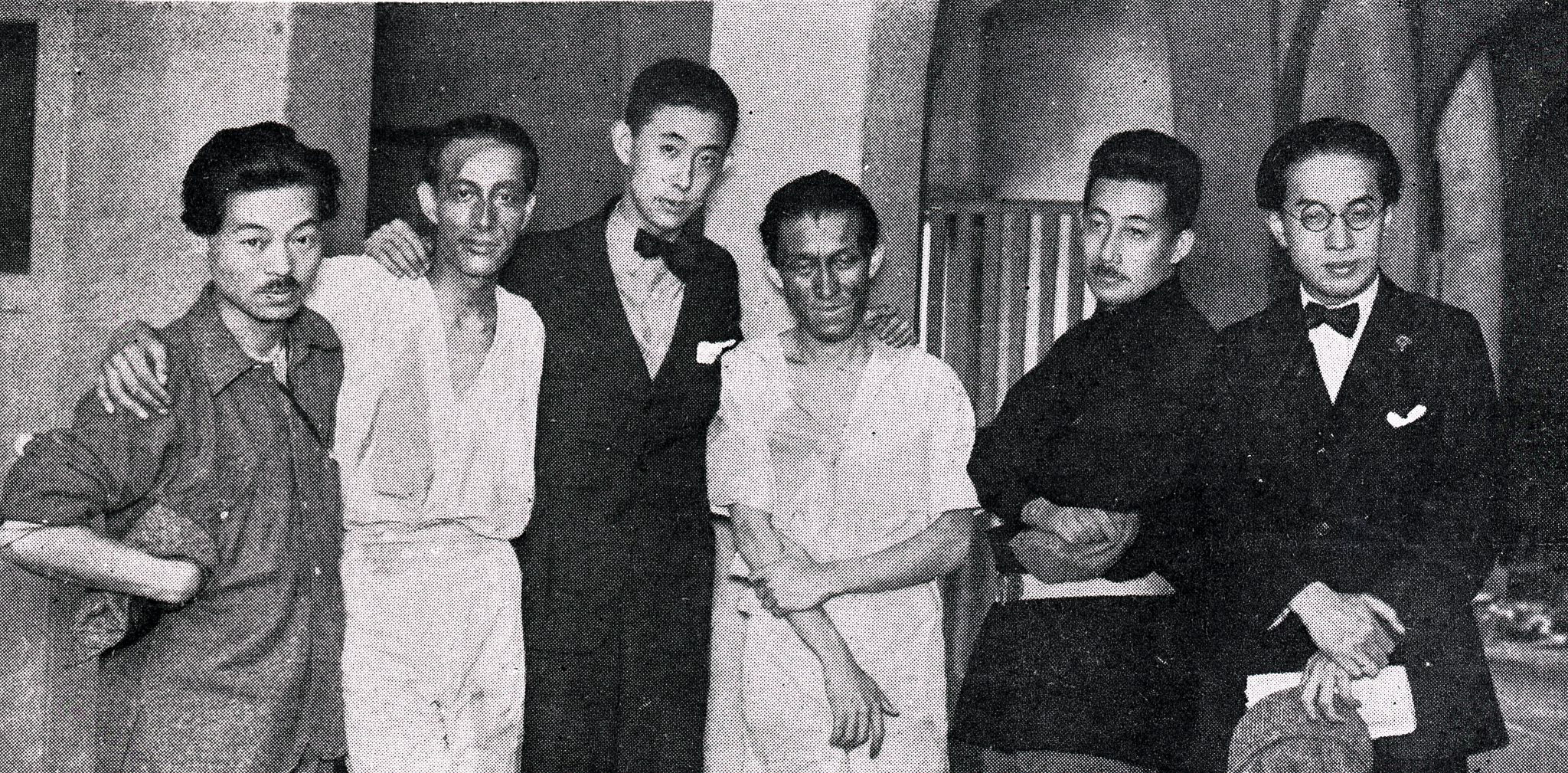
設立時の築地小劇場同人。
左から和田精、汐見洋、浅利鶴雄、友田恭助、小山内薫 、土方与志

同人制をとり、友田恭助・小山内薫・和田精・浅利鶴雄・汐見洋・土方与志の６人で発足した。『築地小劇場』（冊子、プログラムも兼ねる）創刊号には劇場の断面図・平面図が載り、今後の上演予定作品の頁もある。開場公演は、「海戦」（汐見洋・千田是也・竹内良作・東屋三郎・友田恭助・藤輪和正・吉田健吉出演）、「白鳥の歌」（小堀誠・東屋三郎出演）、「休みの日」（小堀・東屋・汐見・田村秋子・竹内出演）で、千田・竹内・田村は研究生。築地の名優であった丸山定夫・山本安英・夏川静江も二回公演から出演。演出に青山杉作や文芸部に久保栄・水品春樹が加入、徐々に大きな集団になり、西欧の新しい戯曲を上演した（井上理恵「演劇の100年」『２０世紀の戯曲Ⅲ』社会評論社刊参照）。
同人は創立そうそう「演劇夏季講習会」の予告をし「新しき演劇は新しき有能の俳優の出現を俟って創られなければなりません」と新人の育成をうたう。演劇集団は1928年の小山内の死で分裂し終わる。劇場は、その後の新築地劇団・左翼劇場・新協劇団等々の新劇団の革新的な演劇運動の拠点劇場となり、1945年3月の東京大空襲で焼失するまで現代演劇を上演し続けた。

## 起源
築地小劇場の成り立ちは1923年（大正12年）9月1日に起きた関東大震災と関係している。演劇研究のためドイツに留学していた土方は、関東大震災の報を聞き、予定より早く同年暮れに帰国。震災復興のため一時的に建築規制が緩められたことを知り、仮設のバラック劇場の建設を思いついた。年が明けると小山内を訪ねて構想を固め、劇場建設と劇団の育成に取り掛かった。半年ほどで劇場を建設し、開場まで漕ぎつけた。

## 第1回公演
第1回公演は開設翌日の6月14日。土方が表現主義の演出をおこなったラインハルト・ゲーリングの「海戦」、およびチェーホフの「白鳥の歌」、マゾオの「休みの日」を公演した。開場の際に、小山内が従来の日本の戯曲を批判する発言をしたため、文壇から反発の声が上がった。
以後、小山内薫の演出のもと、チェーホフやゴーリキーら、海外演劇（翻訳劇）の紹介を中心とする運営をおこなった。のちには坪内逍遙、武者小路実篤、上田文子（円地文子）らの創作劇の上演もおこなうようになった。

## プロレタリア劇団による上演
「日本プロレタリア芸術連盟」傘下の「前衛座」（佐野碩、村山知義、千田是也ら）が1926年（大正15年）12月6日から12月8日まで築地小劇場で第1回公演『解放されたドン・キホーテ』（アナトリー・ルナチャルスキー作、千田是也訳、佐野碩演出）を上演。以後、プロレタリア劇団による演劇が築地小劇場で上演された。

## 附属劇団の分裂
1928年（昭和3年）12月に小山内が急逝した後、附属劇団内部で土方を排除する動きが活発になった。1929年（昭和4年）3月25日には土方を支持する丸山定夫、山本安英、薄田研二、伊藤晃一、高橋豊子、細川知歌子の6人が脱退し、同年4月には土方与志、丸山定夫らが新築地劇団を結成。同年5月3日に築地小劇場で第1回公演を開催。演目は、『生ける人形』（片岡鉄兵原作、高田保脚本、土方与志演出、丸山定夫、沢村貞子他出演）、『飛ぶ唄』（金子洋文作、薄田研二、山本安英、細川ちか子出演）。新築地劇団は1931年（昭和6年）に日本プロレタリア演劇同盟に加盟し、東京左翼劇場とともに、築地小劇場を拠点したプロレタリア演劇運動を展開した。
一方、分裂の際に築地小劇場に残ったメンバー（残留組）は、1930年（昭和5年）8月に解散し、劇団新東京になり、1932年（昭和7年）、これが解散すると、友田恭助、田村秋子が築地座を結成した。

## 劇場の改修・管理と終焉
劇場の建物は震災復興の土地区画整理のため1928年（昭和3年）に数10mの曳屋を行い、さらに1933年（昭和8年）にも改築を行った。その後1934年（昭和9年）、「新築地劇団」が分裂し、「新協劇団」ができると、劇場は、両劇団の中心メンバーによる管理委員会が管理するようになった。
さらに、1939年（昭和14年）5月に大改装が必要になったのを機に、資本金8万円の「株式会社築地小劇場」を創立。株式は新教劇団が1500株、新築地劇団が1250株、残り1250株は一般人に買い取ってもらうこととなった。
代表は発起人代表であった長田秀雄が就任した。
改築工事は、山口文象の設計により同年11月に工事を完了した。11月22日に開場祝賀式が行われ、新劇関係を中心に500余名が詰めかけた。
1940年（昭和15年）8月、「新築地劇団」と「新協劇団」の劇団員が大量検挙。
同年8月20日、警視庁特高第一課はそれぞれの劇団の代表者を呼び出し、社会主義思想を基調とした劇団を自発的に解散するように強要した。このことを受け、両劇団は解散決議を余儀なくされた。
同年11月1日、第二次世界大戦の激化に伴い統制が強まり、国民新劇場と改称。文学座が主に使用するようになった。1944年（昭和19年）12月の劇団文化座の『牛飼いの歌』上演が演劇公演の最後となり、建物は1945年（昭和20年）3月10日の東京大空襲で焼失した。

## エピソード
- 築地警察署で特別高等警察の拷問により、死亡した小林多喜二の労農葬が、1933年（昭和8年）3月15日、築地小劇場で執り行われた。
- 日本初の本格的ラジオドラマとされる『炭鉱の中』（NHKラジオ第1、1925年8月13日放送）にも深く関わっており、小山内薫が脚本を手掛けたほか、山本安英らが出演した。